# Лисенко Людмила Олександрівна
Лисенко Людмила Олександрівна — журналістка, громадська діячка. Отримала орден княгині Ольги III, II та I ст.; Орден Святого архістратига Божого Михаїла (УПЦ КП, 01.1999); відзнака Київського міського голови (03.2000); переможець Міжнародного рейтингу популярності «Золота фортуна» у номінації «Телеобраз України» (03.2000); Лауреат премії Лесі Українки «Одержимість» та власниця багатьох інших нагород.

## Біографія
Народилась 25 жовтня 1948 року в містечку Нова Ушиця Хмельницької області у простій сільській сім'ї. Ще змалечку була допитливою особистістю, брала активну участь у шкільному житті, робила перші журналістські замітки, дослідження. З 12-ти років поставила для себе мету стати журналістом, це сталось після туристичної поїздки в Ленінград з батьками, де маленька Людмила вперше побачила телевізор і сказала що обов'язково потрапить туди. 
Закінчила Новоушицький НВК № 1, після школи, Київський держуніверситет ім. Т.Шевченка, факультет журналістики і ціною важкої праці і активного саморозвитку, що займало 20 годин на добу, вона стрімко піднялась по кар'єрній драбині. Працювала головним редактором Національної телекомпанії України, ведуча програми «Не все так погано у нашому домі» на УТ-1. 
Окрім професії журналіста опанувала ще кілька — політолог, етнограф, фольклорист, мистецтвознавець. На теперішній час вона опановує нову професію — письменник. Авторка роману-трилогії «Світотворення від Марії» про життєвий та творчий шлях  української мисткині Марії Приймаченко.